# Metabletus americanus
Metabletus americanus är en skalbaggsart som beskrevs av Pierre François Marie Auguste Dejean. Metabletus americanus ingår i släktet Metabletus och familjen jordlöpare. Inga underarter finns listade i Catalogue of Life.